# Ozero Sjtjolno
Ozero Sjtjolno (ryska: Озеро Щолно) är en sjö i Belarus.   Den ligger i voblasten Vitsebsks voblast, i den norra delen av landet, 200 km norr om huvudstaden Minsk. Ozero Sjtjolno ligger 133 meter över havet. Arean är 0,58 kvadratkilometer. Den sträcker sig 0,9 kilometer i nord-sydlig riktning, och 1,0 kilometer i öst-västlig riktning.
I omgivningarna runt Ozero Sjtjolno växer i huvudsak blandskog. Runt Ozero Sjtjolno är det glesbefolkat, med 17 invånare per kvadratkilometer.